# フローレンス (アリゾナ州)
フローレンス（Florence）は、アメリカ合衆国アリゾナ州の町。ピナル郡の郡庁所在地である。人口は2万6785人（2020年）。フェニックスの南東70キロメートルに位置している。

## 歴史
入植が始まったのは1860年代後半と推定されている。ヒラ川南岸にあり貴重な水を確保しやすい地勢が評価された。1875年には発足したばかりのピナル郡の郡庁所在地に選ばれた。同年、近隣で銀が発見され移住者が増加した。1880年代に灌漑用の用水路が建設され、農業生産が盛んになった。

## 刑務所
フローレンスは刑務所が多い町である。州立刑務所、郡立刑務所、民営刑務所3つが立地している。これらは町の中心から少し離れた所に立地している。

## 関係者

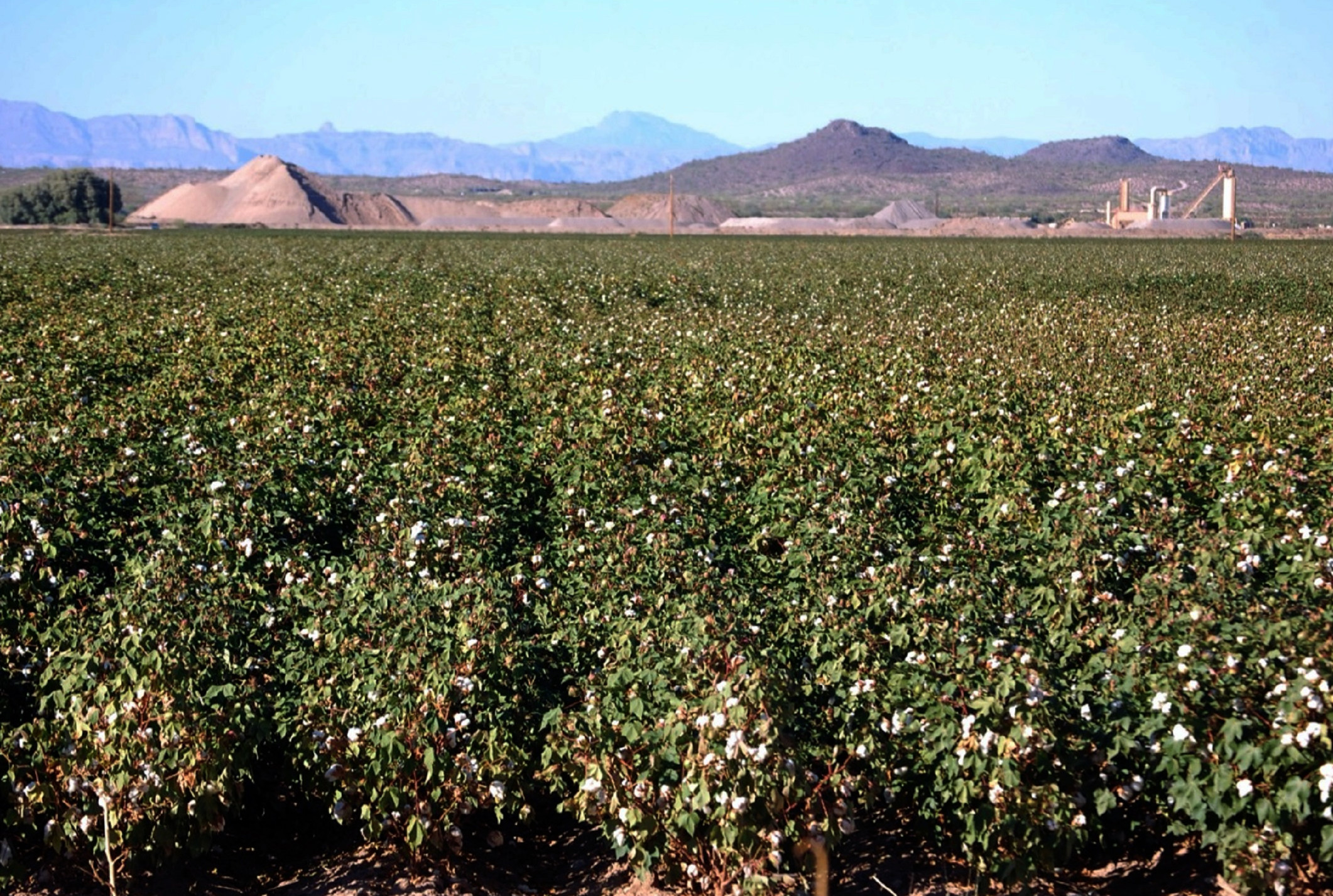
フローレンスの綿花畑

- トム・ミックス